# アイヴァン・ボウスキー
アイヴァン・ボウスキー、アイバン・ボウスキー（Ivan Boesky、1937年3月6日 - 2024年5月20日）は、アメリカ合衆国（米国）の投資家。
デトロイト出身。1980年代中盤にウォール街の鞘取りとして活躍した。ドレクセル・バーナム・ランベールをめぐるインサイダー取引を密告し、ハーヴェイ・ピットに弁護された。
映画『ウォール街』の登場人物ゴードン・ゲッコーのモデルとされる。

## 人物
ミシガン州デトロイト生まれで、父親はロシア帝国から移民してきたユダヤ系アメリカ人であった。デトロイトのマンフォールド高校を卒業し、ミシガン州立大学で法律学を修める。妻の実家が資産家で、その援助を受けて投資を始めた。
L.F.ロスチャイルドで一年間の下積みを経験したボウスキーは企業の買収（M&A）を繰り返し、当時の金額にして2億ドルの資産を有するアービトラージャー（裁定取引専門の投資家）として、後のアメリカ合衆国財務長官であるロバート・ルービンとともにウォール街で名を馳せていた。
しかしボウスキーは同業者とインサイダー取引に手を染めていた。ボウスキーがKidder, Peabody & Co. やファースト・ボストンの関係したM&A]銘柄を追いかけていることは当時の証券業界で公然の秘密であった。
やがて米国証券取引委員会（SEC）の調査によって発覚し、1986年に逮捕された。「ジャンクボンドの帝王」とも呼ばれるマイケル・ミルケンや時には証券取引委員会の人間とも共謀した。彼の株式取得方法は、買収を発表の数日前に株を最大限に買い占める手法により、時に物議を醸すなどしたが、1986年12月には、彼自身が『タイム』の表紙を飾る。
証券取引法違反により逮捕されたものの、ボウスキー以前はインサイダー取引によって逮捕されるケースは違法とは言え滅多に無かった。司法取引により、3年半の服役と1億ドルの罰金刑を受けたが、2年で出所し、その後も有価証券投資を手がけた。ボウスキー自身は、最も大きな株取引詐欺を行った男としてギネス世界記録に登録されている。
また彼のインサイダー取引について書かれた著作『ウォール街 悪の巣窟』はピューリッツァー賞を獲得している。
前述の妻とは離婚したが、彼女の資産を一部受け取る権利を得てカリフォルニア州に家を構え、再婚して静かな晩年を送った。2024年5月20日に同州サンディエゴのラホヤにある自宅で死去。87歳没。

## エピソード
1987年に公開された映画『ウォール街』では、主人公ゴードン・ゲッコーは、ボウスキーを下敷きとして作り上げられたキャラクターであることが、監督オリバー・ストーンへのインタビューによって、明らかになっている。1986年にカリフォルニア大学バークレー校で講演した際の発言“I think greed is healthy. You can be greedy and still feel good about yourself.（強欲は健全だと思っています。皆さんも強欲になるべきだし快く感じられるはず）”は、欲を積極的に肯定するゲッコーの演説シーンに使用されている。